# Żarniewo
Żarniewo (ros. Жарнево) – wieś (ros. деревня, trb. dieriewnia) w zachodniej Rosji, w osiedlu wiejskim Pionierskoje rejonu smoleńskiego w obwodzie smoleńskim.

## Geografia
Miejscowość położona jest nad rzeką Trostianka, 6 km od drogi regionalnej 66K-22 (Szczeczenki – Monastyrszczina), 9 km od drogi federalnej R135 (Smoleńsk – Krasnyj – Gusino), 19 km od drogi federalnej R120 (Orzeł – Briańsk – Smoleńsk – Witebsk), 26,5 km od drogi magistralnej M1 «Białoruś», 9 km od centrum administracyjnego osiedla wiejskiego (Sanniki), 21,5 km od Smoleńska, 18 km od najbliższej stacji kolejowej (Gniezdowo).
W granicach miejscowości znajduje się ulica Dacznaja.

## Demografia
W 2010 r. miejscowość zamieszkiwała 1 osoba.